# Fortaleza de Santo António da Ponta da Mina

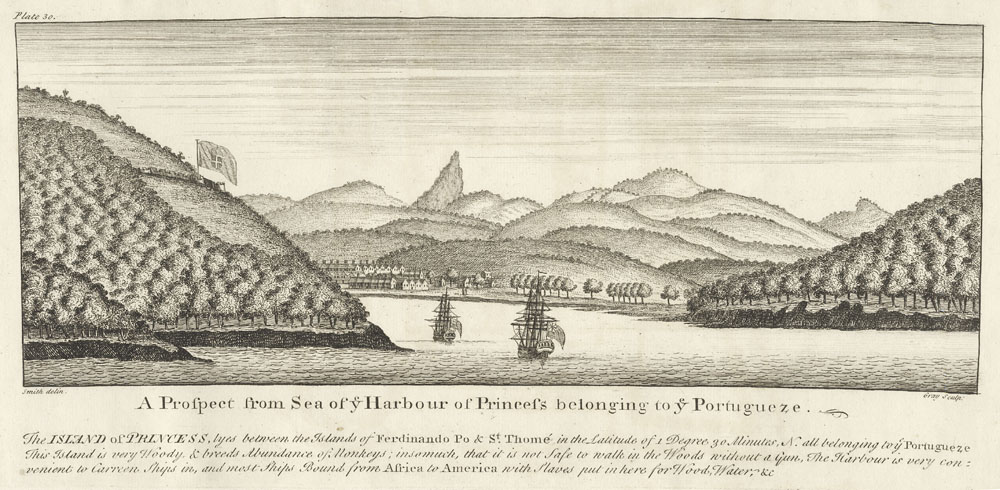
Entrada do porto da ilha do Príncipe (gravura inglesa de 1727): à esquerda, a meia-encosta, o Forte da Ponta da Mina.

O Forte de Santo António da Ponta da Mina localiza-se na ponta da Mina, na Ilha do Príncipe, a menor do arquipélago de São Tomé e Príncipe.
Tinha como função a defesa da baía de Santo António e seu porto, o principal da ilha.

## História
O estabelecimento de uma Alfândega na Ilha do Príncipe, em 1695, conduz à construção (ou reedificação) da Fortaleza da Ponta da Mina.
De acordo com padre Cunha Matos, a fortificação deveria ser anterior a essa data, referindo que "(...) nessa data [1695] consistia em vários parapeitos de fachina, que cobriam algumas peças de artilharia, que defendiam a entrada do porto.
E acrescenta que, ainda nessa data, veio de Portugal uma Companhia de Infantaria para guarnecer a fortaleza.
Em 1706 e em 1709 a cidade de Santo António foi invadida por Franceses, que para evitar o fogo da fortaleza, encravaram-lhe a artilharia.
Em 1719 a cidade foi atacada e incendiada pelo pirata inglês Bartholomew Roberts, também conhecido como John Roberts e Black Bart, em represália pela morte do seu capitão, Howell Davis.

### A descrição de Cunha Matos (1815)
Em 1815, Cunha Matos, militar português, descreveu a defesa da ilha:
"A ilha do Príncipe é defendida pelas fortalezas da Ponta da Mina, e de Santa Ana: da primeira dependem o reducto de Nazareth, a praça baixa de Nossa Senhora , e a bateria de São João.
A fortaleza da Ponta da Mina está edificada em um monte, que forma a ponta do sul do porto da cidade: as embarcações passam, e fundeam muito próximo a ella.
Consta esta fortaleza de duas baterias, uma superior chamada 'Bateria Real' e outra inferior assentada em um pequeno monte chamada 'Bateria do Príncipe'.
A 'Bateria Real' apresenta ao mar a parte convexa de um parapeito semi-circular d'alvenaria, onde se acham assentadas 16 peças de artilharia de bronze, de calibre 3 até 14.
N’esta bateria ha um pequeno deposito de pólvora, e sobre um terreno elevado fica o quartel da guarnição, e junto a elle o grande armazém da pólvora de péssima construcção: este armazém é redondo, e semelhante a um moinho de vento, tem pela sua má construção arruinado muitos centos d'arrobas de pólvora.
Da 'Bateria Real' desce-se por um zig-zag para a 'Bateria do Príncipe', que fica a oeste d’ella.
A dita 'Bateria do Príncipe' é um quadrado longo de pedra e cal: tem 120 palmos de comprido, e 33 de largura: a altura interior do parapeito 9 palmos; tem assentadas da banda do norte 5 peças de ferro, de calibre 6; à face d'oeste tem duas peças do mesmo calibre, a do sul uma de 4, e a do leste encostada ao monte em que fica a 'Bateria Real'.
A 'Bateria do Príncipe' é mais vantajosa para a defeza do porto, do que a 'Real', porque esta acha-se a 500 pés acima do nível do mar, e a 'Bateria do Príncipe' a 200 pés.
A leste, e 50 toesas distante distante da 'Bateria Real', está um um reducto chamado 'Praça Baixa de Nossa Senhora' 35 pés acima do nível do mar: tem três peças de ferro de calibre 3, e é muito útil á defensa do porto.
Em um outeiro contíguo, e que domina a fortaleza da Ponta da Mina pela parte do sudoeste há um bom reducto chamado 'Nossa Senhora da Nazareth': obra mais interessante, que todas as outras da ilha do Príncipe, e por falta da qual tomaram os Franceses sem nenhum obstáculo nos annos de 1706 e 1709: tem 2 peças de bronze de calibre 4, e fosso com ponte levadiça. D'este reducto enfiam-se todas as obras fortificadas da ilha do Príncipe, e a tiros d'espingarda se defendem a 'Bateria Real', a do 'Príncipe', e a 'Praça Baixa de Nossa Senhora'.
Um tiro d'espingarda a oeste da fortaleza da Ponta da Mina, há uma bateria chamada 'de S. João' na qual estão assestadas duas peças de ferro de calibre 6.
Defronte d'esta bahia a cincoenta toesas ancoram quasi todas as embarcações, que entram no porto da ilha do Príncipe."

### O Relatório do tenente Conceição e Sousa (1879)
Na segunda metade do século XIX, o Relatório do tenente Conceição e Sousa, por sua vez, informava:
"Fica esta fortaleza situada em uma excelente posição estratégica, distante uma milha da cidade, na margem direita da baía de Santo António, no extremo da ponta que avança para a mesma baía na direcção NO, e que se denomina Ponta da Mina.
Tem esta ponta no local da fortaleza, a altura de 50 metros acima do nível do mar e a largura superior de 42 metros. As suas vertentes do lado sul e norte despenham-se abruptas para a baía, e no sentido mesmo do seu comprimento a sua inclinação é superior a 35%.
De sua elevada e inacessível posição domina esta fortaleza toda a extensão do porto, compreendida entre a ponta denominada do Capitão a NE, e a da Praia Salgada a ESSE, e fecha toda e qualquer comunicação marítima com a cidade; cobrindo-a assim de um golpe de mão do inimigo.
Conta esta fortaleza de uma bateria poligonal que coroa a ponta, tendo 17 canhoneiras com outras tantas peças e dum reduto construído na vertente NO da ponta, o qual fica 17 metros acima do nível do mar e a 96 distante da bateria com a qual se comunica por meio d’uma rampa em ziguezagues.
Tem este reduto oito canhoneiras e a sua face SO uma banqueta para o fogo de fuzilaria, para defender o desembarque na praia próxima.
São estas duas obras construídas de alvenaria, incluindo os parapeitos como todas as fortificações dos tempos antigos, tendo por isso os inconvenientes inerentes à sua construção.
O seu estado actual – Esta fortaleza está ao presente num estado o mais deplorável. O quartel do destacamento composto de dois pequenos quartos, além de ser insuficiente, precisa ser reconstruído, por estar em mau estado, o paiol serve ao presente de cozinha às praças; as peças estão estendidas no chão e escondidas no meio da erva, por falta de reparos; a rampa que comunica a bateria com o reduto está arruinada; as canhoneiras estão em mau estado de conservação; e com pouco mais tempo as muralhas, se lhe não acodem a tempo, se reduzirão a um montão de ruínas.
As peças que existem nesta fortaleza são 31, sendo 7 de bronze e as restantes de ferro fundido. Foram todas fundidas no reinado de D. Pedro II. Tinham sido cravadas suponho pelos franceses em 1709, existindo algumas ainda neste estado.
Construções necessárias – Proponho a construção de um quartel para destacamento, composto duma caserna suficiente para 8 praças, um quarto para o comandante do destacamento, um dito para a arrecadação, um dito para convalescentes, podendo comportar oito leitos e finalmente uma cozinha.
Sendo o local da fortaleza considerado relativamente mais saudável do que a cidade, achei conveniente a construção do já citado quarto para convalescentes. Proponho igualmente a construção de uma estrada que comunique a bateria com o reduto e este com a praia, devendo ser formada de rampas e escadas, único meio com que se obviará o inconveniente da sua actual comunicação, cuja inclinação chega em alguns pontos a ser superior a 30%.
Proponho finalmente a construção de 21 reparos para as peças.
Reparações – As reparações a fazer consistem: No reduto: assentamento delgado na plataforma, reboco das canhoneiras e madeiramento para a casa da guarda existente no mesmo. Na bateria: colocação de lajedo na plataforma, reboco nas canhoneiras, reparações na escada e na rampa existentes no interior da mesma, e finalmente no levantamento dalguns muros que fazem parte desta obra.
A importância do orçamento que remeto à Direcção das Obras Públicas da Província para solicitar a necessária autorização, para se levar avante estes indispensáveis melhoramentos, que a honra da nação e a sua vitalidade nos impõe, é, excluindo o custo dos reparos das peças, 7.130$000 réis. Seria conveniente também a substituição das 19 peças de ferro fundido, que estão em mau estado." (Relatório apresentado ao Governador da Província pelo engenheiro-ajudante tenente José Elias da Conceição e Sousa, chefe das secção de Obras Públicas da Ilha do Príncipe, datado de 20 de Junho de 1879. apud: MELO, 1947:28-32)
Parte dessas obras só teriam lugar entre 1885 e 1886, sendo a fortaleza considerada arruinada em 1890.

### Do século XX aos nossos dias
Novos reparos tiveram lugar em 1905, 1907 e 1910, insuficientes para a sua recuperação, vindo a cair em abandono.
As últimas cinco peças de bronze da fortaleza foram recolhidas à cidade na primeira metade do século XX, tendo feito fogo quando da passagem do General António Óscar de Fragoso Carmona pela ilha em 1938.
Atualmente a fortaleza encontra-se em ruínas, ocultas pela vegetação, com a antiga artilharia de ferro espalhada pelo solo, tendo sobrevivido de pé apenas o antigo Paiol de Pólvora, habitado em meados do século XX pelo faroleiro.
Com relação ao Forte de Santa Ana, indicado mas não descrito pelo padre Cunha Matos, pode ter-se localizado em uma ponta do lado norte da baía, fronteira à Ponta da Mina, onde recentemente estudantes da University of Salford identificaram um sítio arqueológico com as características de um antigo forte.